# Images (Popband)

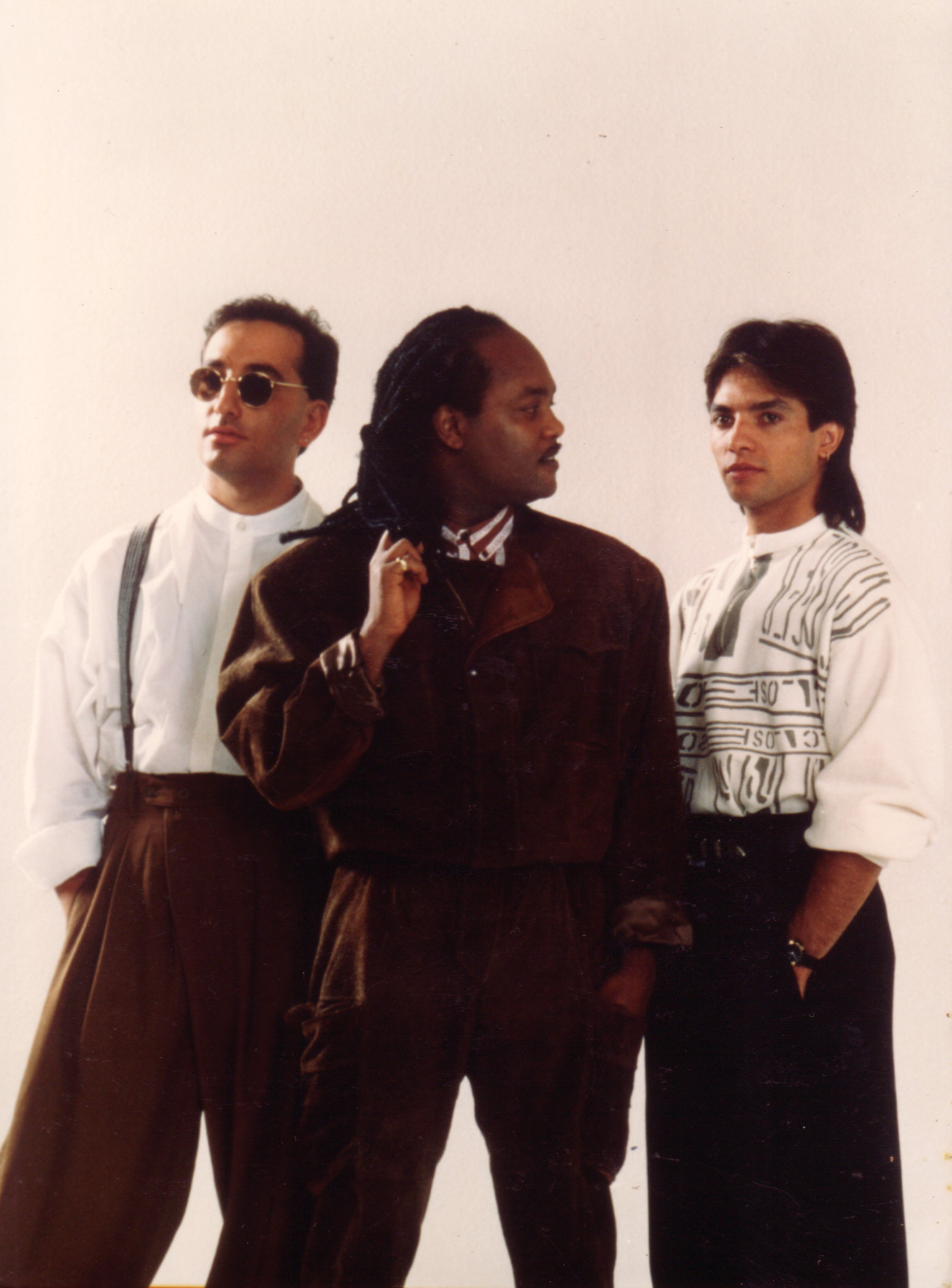
Die Gruppe Images. Von links nach rechts: Jean-Louis Pujade. Mario Ramsamy. Frédéric Locci (1987)

Images war eine französische Pop-Band, die von 1986 bis 1999 bestand und dann in der Formation Èmile et Images aufging. Die Gründer stammten aus Toulouse. Ihr größter Hit war Les démons des minuit (1986), der in Frankreich 13 Wochen auf Platz 1 der Charts war.

## Diskografie

### Alben
- 1987 – L’album d’Images (FR: Gold)
- 1990 – Le sens du rythme
- 1993 – Rendez-nous nos rêves
- 1995 – Le meilleur d’Images
- 1995 – Les inoubliables
- 1996 – The Very Best of
- 1997 – Soleil d’argile
- 1999 – Collection légende
- 2001 – Best of

### Singles
- 1986 – Les démons de minuit
- 1986 – Love Emotion (Englische Version von Les démons de minuit)
- 1987 – Corps à corps
- 1987 – Le coeur en exil
- 1988 – Maîtresse
- 1988 – Quand la musique tourne
- 1988 – L’enfant des rizières
- 1989 – Soleil
- 1990 – Danger d'amour
- 1990 – Nasty
- 1993 – Rendez-nous nos rêves
- 1993 – Sauvez l’amour (von Daniel Balavoine)
- 1993 – Mon ange
- 1995 – Megamix
- 1996 – Les démons de minuit (Remix 96)